# Cundi
Secundino Suárez Vázquez, plus connu sous le nom de Cundi (né le 13 avril 1955 à San Martín del Rey Aurelio dans les Asturies) est un footballeur international espagnol, qui évoluait au poste de défenseur.

## Biographie

### Carrière en sélection
Avec l'équipe d'Espagne, il joue 9 matchs (pour aucun but inscrit) entre 1978 et 1981. Il figure notamment dans le groupe des sélectionnés lors de l'Euro de 1980.
Il dispute également les JO de 1976. Lors du tournoi olympique, il joue un match contre la RDA.